# Sân bay quốc tế Playa de Oro
Sân bay quốc tế Playa de Oro (IATA: ZLO, ICAO: MMZO) là một sân bay ở Manzanillo, Colima, México. Đây là sân bay quốc tế quan trọng nhất ở Colima.

## Các hãng hàng không và các tuyến điểm

### Domestic Services
- Aeromar (Thành phố Mexico)
- Magnicharters (Thành phố Mexico, Monterrey)
- Mexicana
  - Click Mexicana (Thành phố Mexico)

### Quốc tế
- Air Transat (Toronto-Pearson, Vancouver, Winnipeg)
- Alaska Airlines (Los Angeles)
- CanJet (Montreal) Lưu trữ ngày 10 tháng 11 năm 2008 tại Wayback Machine
- Continental Airlines
  - Continental Express vận hành bởi ExpressJet Airlines (Houston-Intercontinental)
- Delta Air Lines
  - Delta Connection vận hành bởi ExpressJet Airlines (Los Angeles) [ngưng ngày 17 tháng 8 năm 2008]
- Northwest Airlines (Minneapolis/St. Paul) [theo mùa]
- Sun Country Airlines (Minneapolis/St. Paul) [theo mùa]
- US Airways (Phoenix)

### Các hãng bay thuê bao
- Skyservice (Calgary, Edmonton, Toronto-Pearson)
- Westjet